# Gutshaus Stolpe

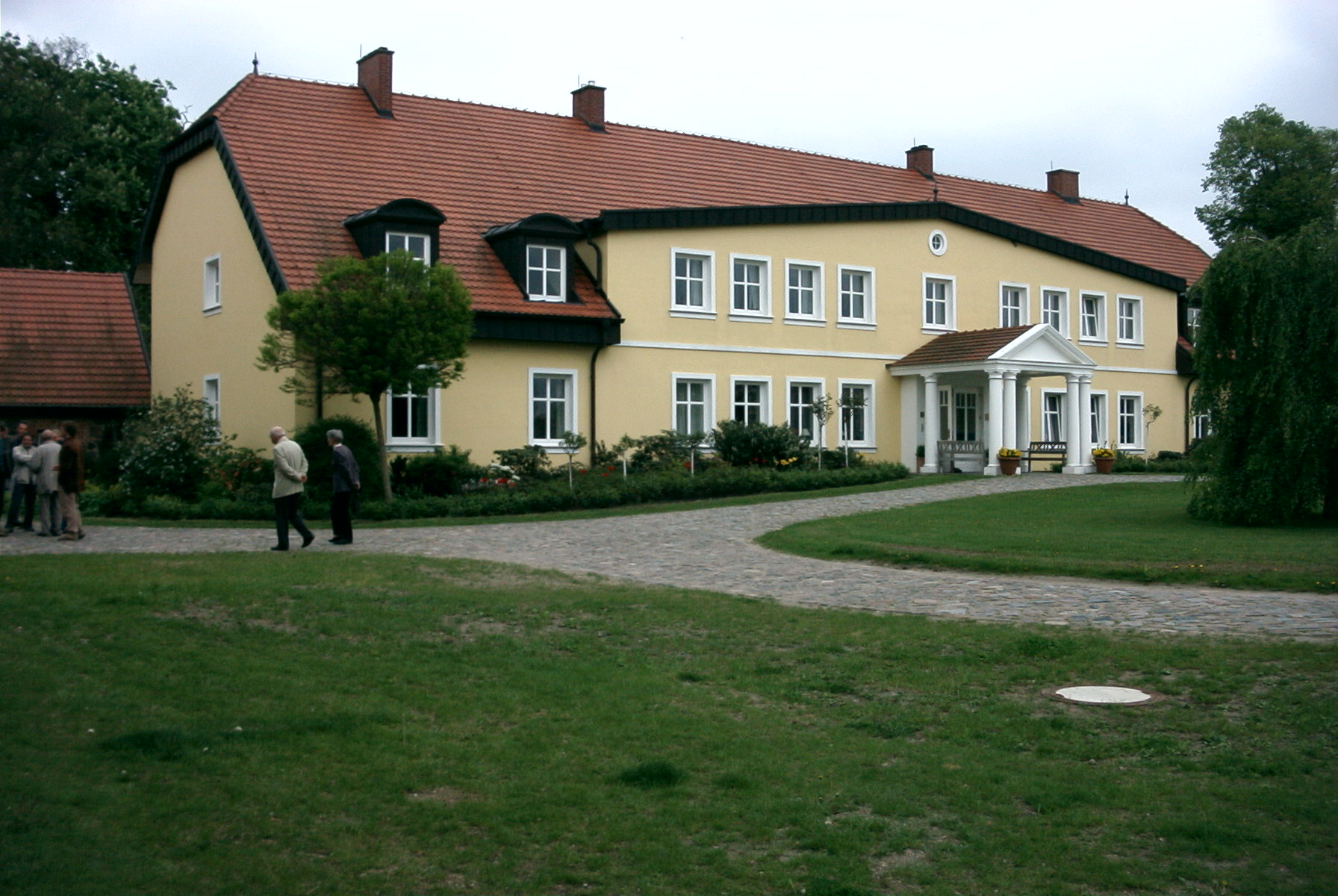
Herrenhaus Stolpe (Peene)

Das Gutshaus Stolpe ist ein Herrenhaus in Stolpe an der Peene im Landkreis Vorpommern-Greifswald und wird heute als Hotel und Restaurant genutzt.

## Geschichte
Das Kloster Stolpe war 1534 säkularisiert worden und in den Besitz der Herzöge von Pommern-Wolgast gelangt, die hier das Amt Stolpe einrichteten. Im Dreißigjährigen Krieg wurde das ehemalige Klostergut durch einen Brand und Plünderungen beschädigt. Kaiserliche Truppen hatten sich dort verschanzt und waren vom schwedischen Heer beschossen worden. 1648 kam Stolpe zu Schweden und 1720 zu Preußen.
Gut Stolpe wurde 1720 persönliche Domäne des preußischen „Soldatenkönigs“ Friedrich Wilhelm I. Sein Urenkel Friedrich Wilhelm III. verkaufte Stolpe 1807 an den Staat als dessen Domäne. Bis 1852 war das Gut an Pächter Müller vergeben. 1852 wurde es an die Familie von Bülow verkauft, die sodann das Gutshaus erbauen ließ. Es diente als Wohnhaus der Gutsherren bzw. der Pächter oder Verwalter. Es ist ein eingeschossiger Putzbau auf Feldsteinsockel und hat einen breit gezogenen Mittelrisalit, der übergiebelt ist. Es hat einen niedrigen nördlichen Seitenanbau aus Feldstein. Zum rechtsseitigen Speicher besteht eine bauliche Verbindung. Ein frühgotischer Giebel am südlichen Seitenflügel könnte noch aus der Zeit des Klosters stammen.
1865 hatte das Stolper Gut 8 Wohn- und 11 Wirtschaftsgebäude sowie 1 Windmühle. Es wohnten dort 182 Einwohner, bestehend aus 1 Inspektor, Gesinde und 30 Tagelöhner, sowie jeweils deren Familien. Im gleichen Jahr hatte Stolpe-Dorf 1 Filialkirche zu Medow, 1 Schulhaus, 1 Windmühle, 1 Schmiede, 1 Krug, sowie 10 Wohn- und 12 Wirtschaftsgebäude. Es hatte außerdem 93 Einwohner, darunter 2 Bauern, 6 Büdner und 8 Tagelöhner mit den jeweiligen Familien.
Der niederdeutsche Dichter Fritz Reuter war von 1853 bis 1863 häufiger in Stolpe zu Gast. Er schrieb hier einen Aufsatz über das „Landwirtschaftliche Ding“ und im August 1856 den bekannten Roman „Kein Hüsung“. 1860 regte ihn die Klosterruine zur Verfassung der „Urgeschicht von Meckelnbörg“ an. Dem Inspektor Knitschky und der Gutsmamsell Caroline Neukirch setzte er in diesem Werk ein literarisches Denkmal. An sie erinnern noch heute gusseiserne Grabkreuze auf dem Stolper Friedhof. Reuter wohnte im nördlichen (linken) Anbau des Gutshauses, deshalb noch heute der Name Reuteranbau, der heute als Wellness-Bereich des Gutshaus Stolpe genutzt wird.
Das Gut wurde von den Bülows selbst wenig genutzt, es war überwiegend verpachtet oder durch Inspektoren verwaltet, so z. B. Pächter Fritz Peters, ein Freund von Fritz Reuter von 1853 bis 1880. Als 1920 Hans von Bülows Frau Sophie, geb. Freiin von Maltzan, starb, adoptierte dieser 1921 deren Nichte Ursula von Maltzan Freiin zu Wartenberg und Penzlin. Diese heiratete 1926 den Landwirt Kurt Stürken aus Hamburg. Er sanierte das verschuldete Gut und ließ neue Wirtschaftsgebäude bauen. 1945 folgte die Enteignung und Flucht der Gutsherrin mit sechs Kindern.
In der DDR-Zeit war das Gut ein VEG (volkseigenes Gut) Saatzucht. Das Gut war Sitz der Verwaltung und das Herrenhaus war Lehrlingswohnheim des VEG.
1990 kehrte der Sohn von Kurt Stürken, der wie sein Vater Kurt heißt, nach Stolpe zurück, erwarb 1994 das Gut mit allen Gutsgebäuden und 150 Hektar Wald und Wiesen zurück und pachtete die Ackerflächen, die er später ebenfalls erwarb.
Stürken richtete im Gutshaus und den angrenzenden Nebengebäuden nach der Sanierung im Jahr 1996 ein Hotel und Restaurant ein, das heute das gesamte Areal des ehemaligen Gutshofes einnimmt. Es ist Mitglied der internationalen Vereinigung Relais & Chateaux. Die Küche des Gutshaus Stolpe ist seit 1998 durchgehend mit einem Michelin-Stern ausgezeichnet und gehört zu den besten Restaurants der Bundesrepublik.
Hier die Funktionen der einzelnen Gutsgebäude:
- Gutshaus – Empfang, Restaurant, Bar, Verwaltung, Hotelzimmer
- Pferdestall oben mit Speichergeschoss – Veranstaltungssaal, Tagungsraum, Außenstelle des StA Anklam
- Großer Kuhstall (ausgebrannt) – Die Grundmauern umschließen Hotelparkplatz
- Stallgebäude (vor Klosterruine) – Wirtschaftsgebäude für den Gutshof, Pferdestall
- Haferscheune an der Straße – Konzertscheune, Spielstätte der Festspiele Mecklenburg-Vorpommern
- Stall rechts vom Tor – Wirtschaftsgebäude mit Nutzung durch Gemeinde z. B. Freiwillige Feuerwehr, Werkstatt

Der Hof steht in Teilen unter Denkmalschutz, der Gutshof weist noch alte Pflasterstraßen mit Alleebäumen und gepflegte Rasenflächen auf. Der angrenzende Gutspark wurde ebenfalls saniert.
Zum Anwesen und mit zum Hotel gehört der über 300 Jahre alte „Stolper Fährkrug“, der ebenfalls unter Denkmalschutz steht und eines der ältesten Wirtshäuser des Bundeslandes ist. In ihm soll Fritz Reuter auf der Fritz Reuter Bank, die noch heute zur Einrichtung gehört Teile seines Werkes verfasst haben.
Eine alte denkmalgeschützte Feldstein-Vorlauben-Schmiede an der Peene gehört ebenso zum Besitz und wurde umfangreich saniert und ist der Öffentlichkeit zugänglich.

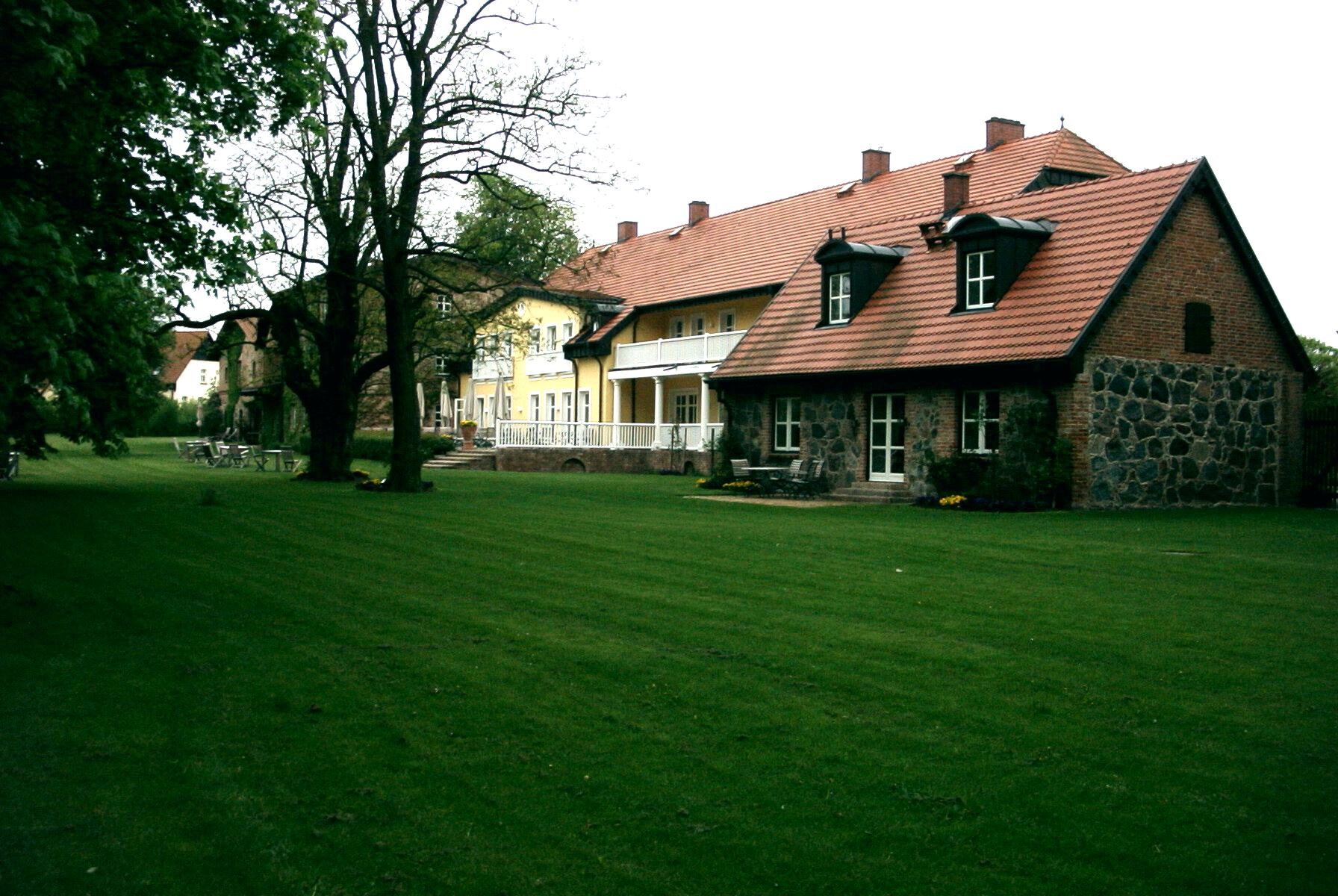
Parkseite des Gutshauses – rechts der Reuter-Anbau
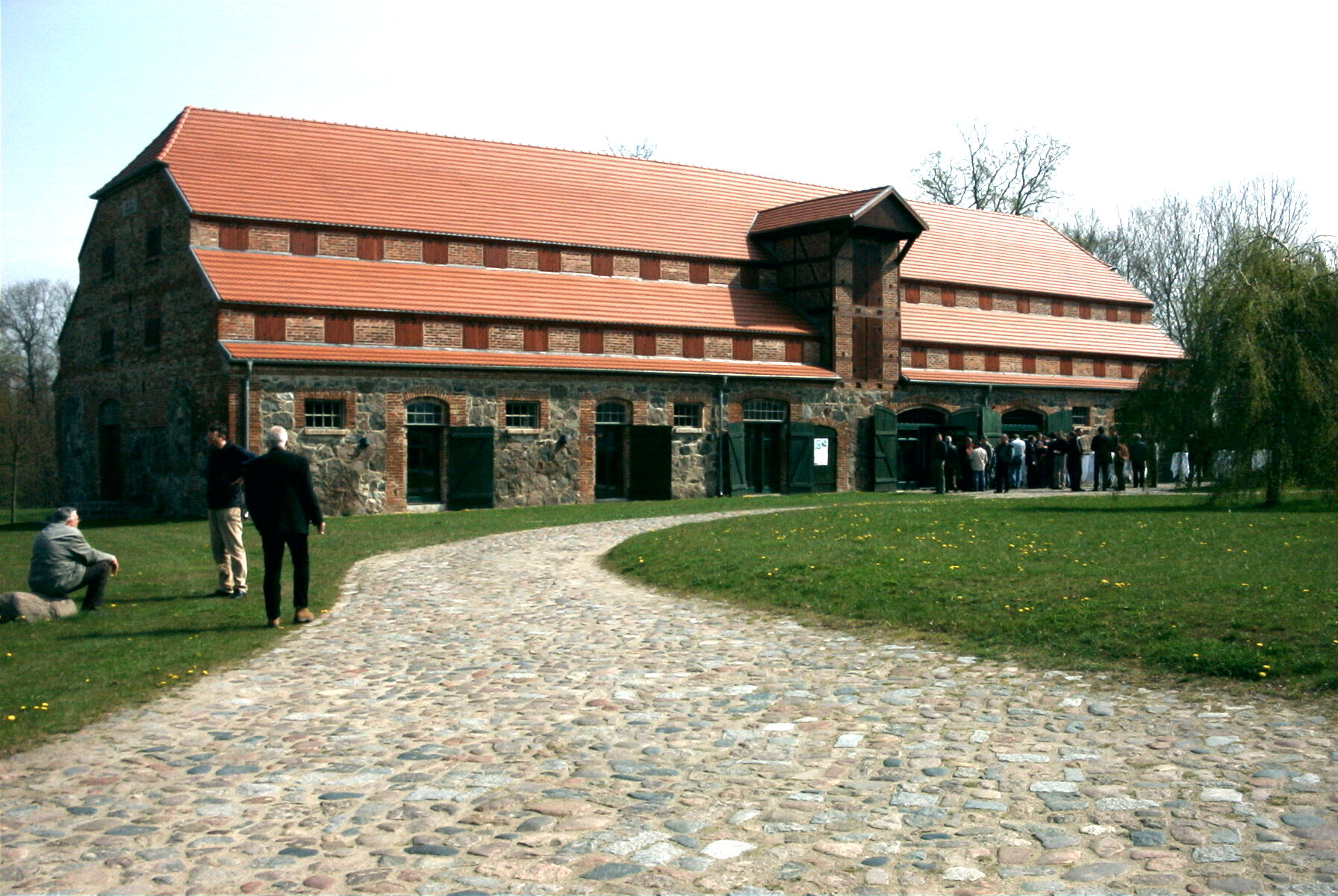
ehem. Pferdestall mit Stufenspeicher – jetzt Veranstaltungssaal und Außenstelle StA Anklam
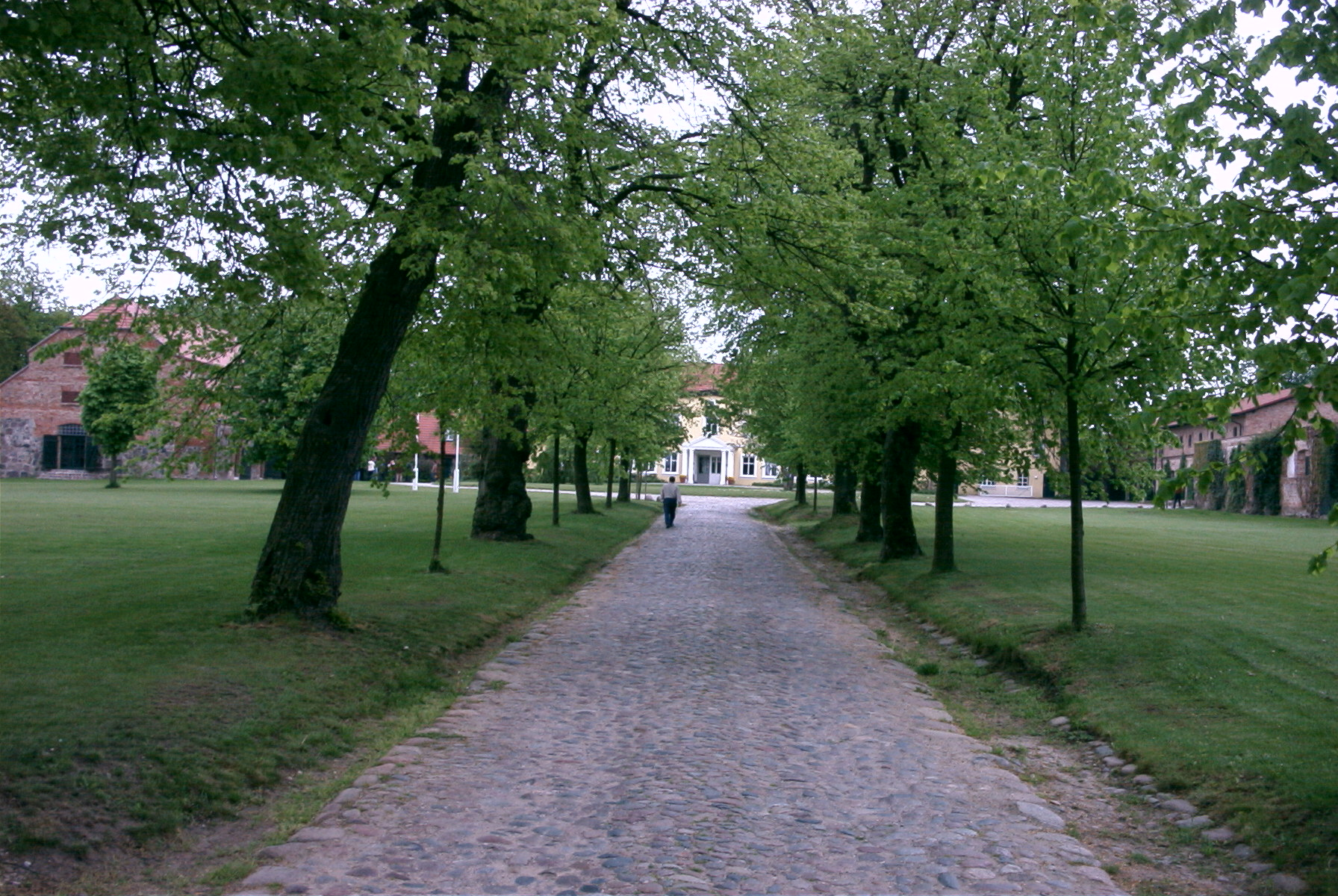
Allee mit Pflasterstraße zum Gutshaus Stolpe
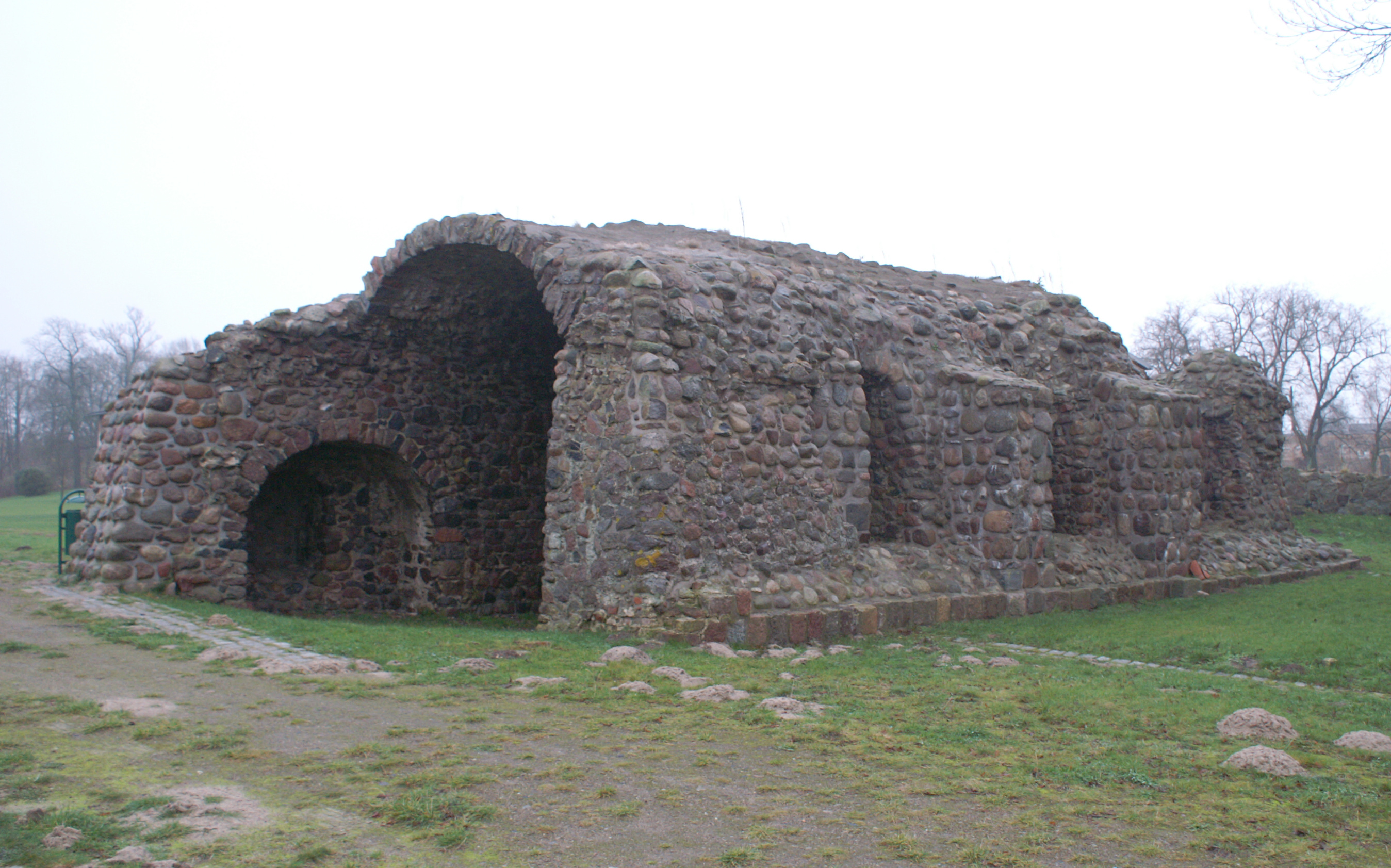
Ruine der Klosterkirche
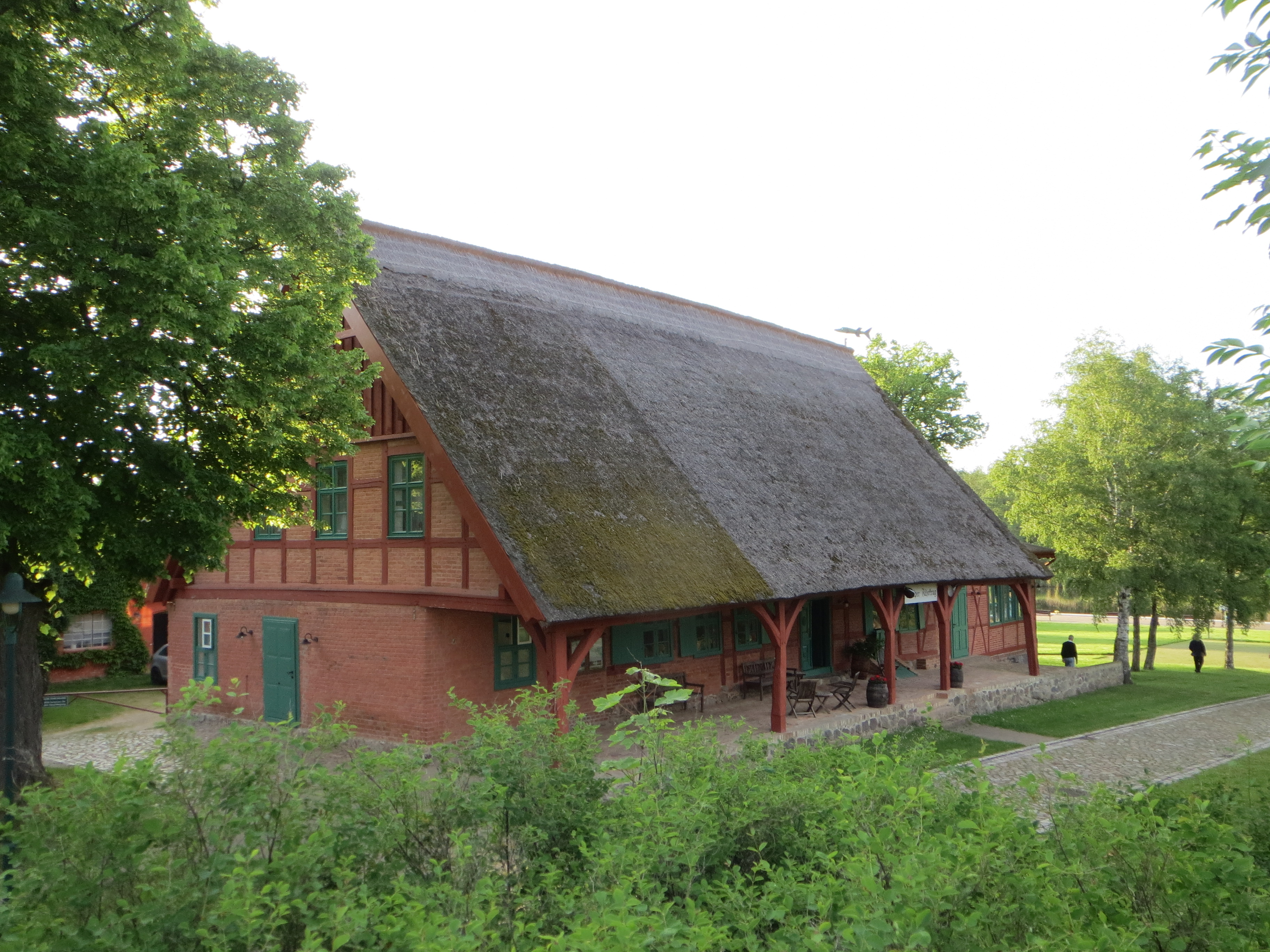
Der Fährkrug an der Peene